# 帝舍罗叉
帝舍羅叉（公元前3世紀）是第三位孔雀王朝皇帝阿育王的最後一位妻子。她在阿育王去世前四年與阿育王結婚。在阿育王的晚年，帝舍羅叉負責照顧他的健康。也有人認為，由於她和阿育王之間的年齡差異，她又被阿育王的兒子庫那拉所吸引。